# Chamaryn chijd
Chamaryn chijd (mong. Хамарын хийд) – klasztor buddyjski na południu Mongolii, w ajmaku wschodniogobijskim, około 47 km na południe od stolicy prowincji Sajnszand. Niegdyś stanowił jeden z najważniejszych i największych kompleksów klasztornych na terenie pustyni Gobi, główne centrum monastyczne, kulturowe i edukacyjne szkoły „Czerwonych Czapek”, opozycyjnej wobec dominującej w Mongolii szkoły „Żółtych Czapek”.

## Historia
Klasztor został założony w 1820 przez Dandzanrawdżę, charyzmatycznego 17-letniego mnicha lamajskiego szkoły Ningmy.  Dandzanrawdża wybrał miejsce na powstanie klasztoru, wierząc, że okolice promieniowały duchową energią rozwijaną przez pustynię Gobi. Na północ od klasztoru leży szereg jaskiń, w których mnisi mogli w izolacji praktykować różne poziomy medytacji przez 108 dni (liczba ta jest uważana za świętą w buddyzmie). W czasie największej świetności klasztoru na jego terenie istniało 80 świątyń, zaś żyło w nim około 5000 mnichów.
Dandzanrawdża, który w 1811 został uznany za wcielenie ważnego dostojnika buddyjskiego, był nauczycielem, poetą, pisarzem, mistrzem sztuk walki, architektem, dramaturgiem, kompozytorem, malarzem i uzdrowicielem, ale także krytykiem mongolskiego społeczeństwa. Popierał ideę edukacji publicznej i szacunku dla kobiet. Szukając sposobu realizacji dla swych oświeconych idei, założył klasztor na surowej pustyni Gobi, aby służył jako model bardziej oświeconego społeczeństwa. Klasztor ulokowany był wówczas w malowniczej okolicy nad rzeką, pośród drzew gobijskiej oazy. Odbywały się w nim ważne obrzędy religijne, wystawiano tu m.in. rytualny buddyjski taniec cam. Klasztor społecznie zrósł się głęboko z otaczającą społecznością; na swym terenie zawierał szkołę, bibliotekę publiczną, muzeum, a także salę poezji. Znajdował się tu również pierwszy w historii profesjonalny mongolski teatr publiczny – dacan Namtar Duulach, który opłacał grupę około 300 artystów, którzy występowali na terenie całej Gobi. Od lat 30. XIX wieku działała szkoła dla dzieci – dacan Chüüchdijn – która dostarczała pozareligijną edukację w mongolskiej i tybetańskiej literaturze, matematykę, nauki przyrodnicze i historię. Dandzanrawdża, nazywany także „Władcą Gobi”, odcisnął mocne piętno na założony przez siebie klasztor. Do dziś wystawia się tu napisaną przez niego sztukę teatralną Historia życia księżycowej kukiełki. 
W latach 1937–38, w ramach komunistycznej walki z religią, mieszkających w kompleksie mnichów zabito, wypędzono lub zmuszono do przejścia do stanu świeckiego, kilkadziesiąt świątyń wchodzących w skład kompleksu zostało zrównanych z ziemią, a las otaczający klasztor wykarczowano, by zatrzeć wszelkie ślady dawnego położenia buddyjskich świątyń. Po rewolucji demokratycznej w 1990, klasztor zaczęto stopniowo odbudowywać, przywracając także pamięć o „Władcy Gobi”.

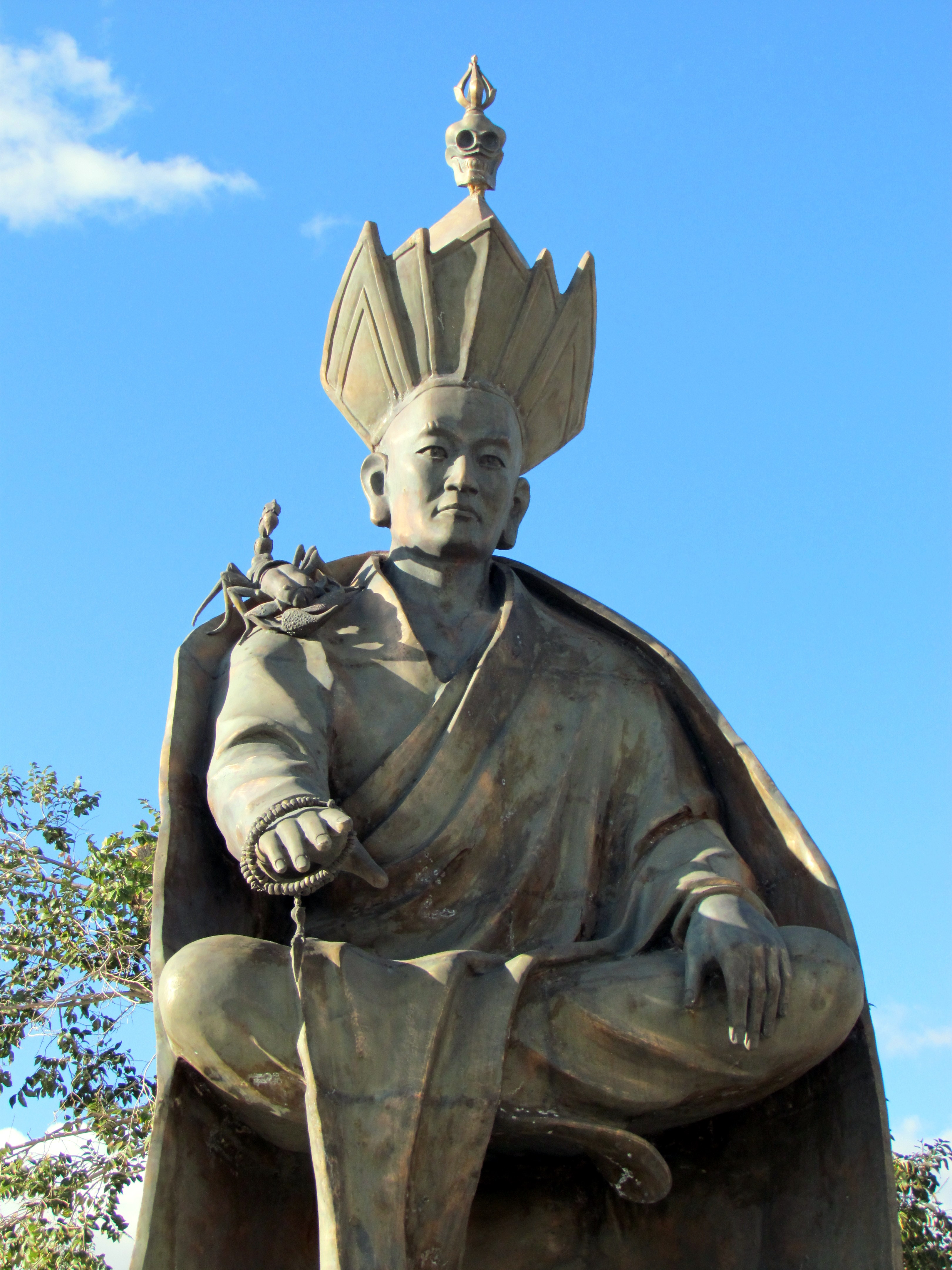
Pomnik Dandzanarawdży w Sajnszand
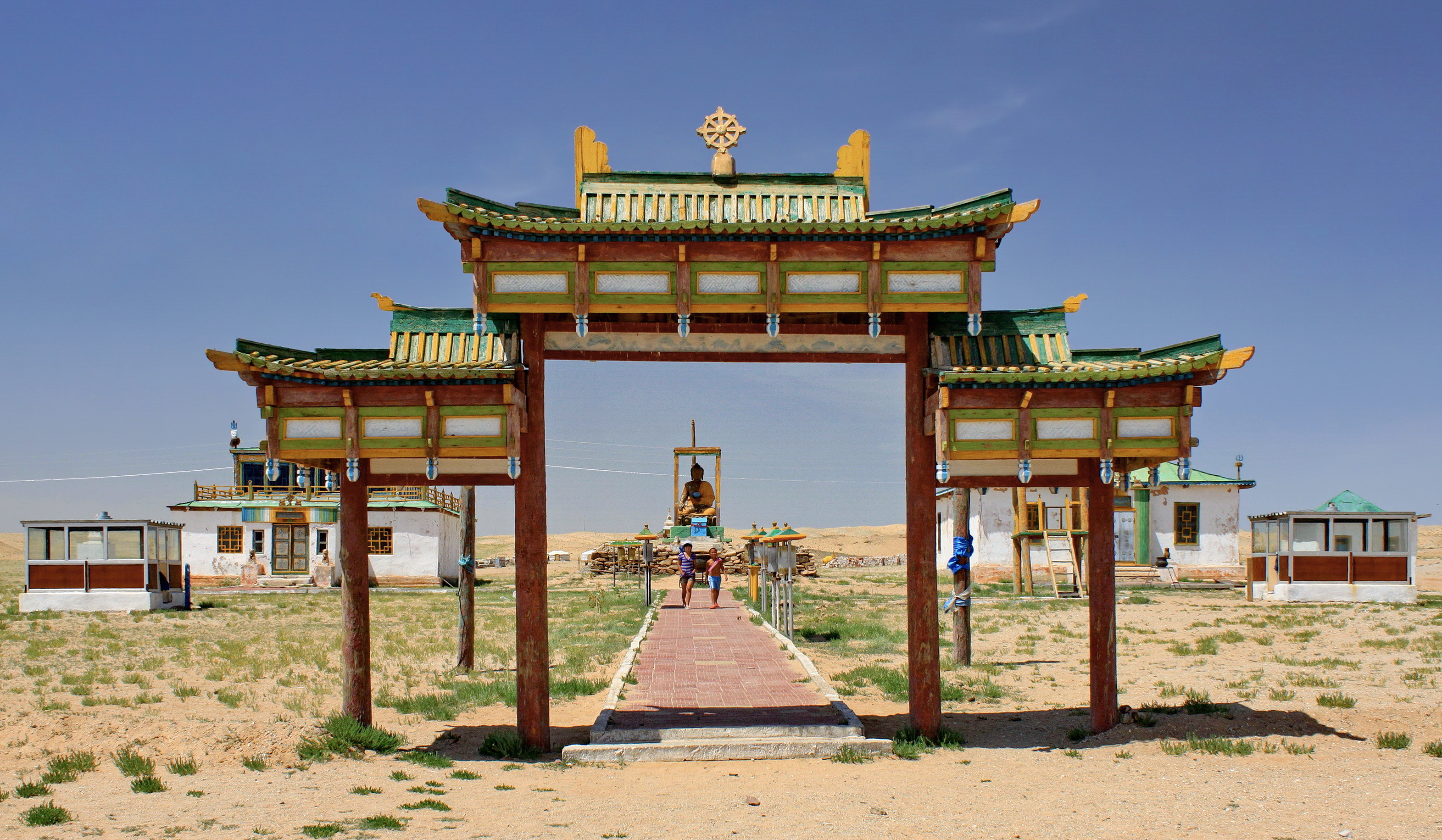
Brama wejściowa
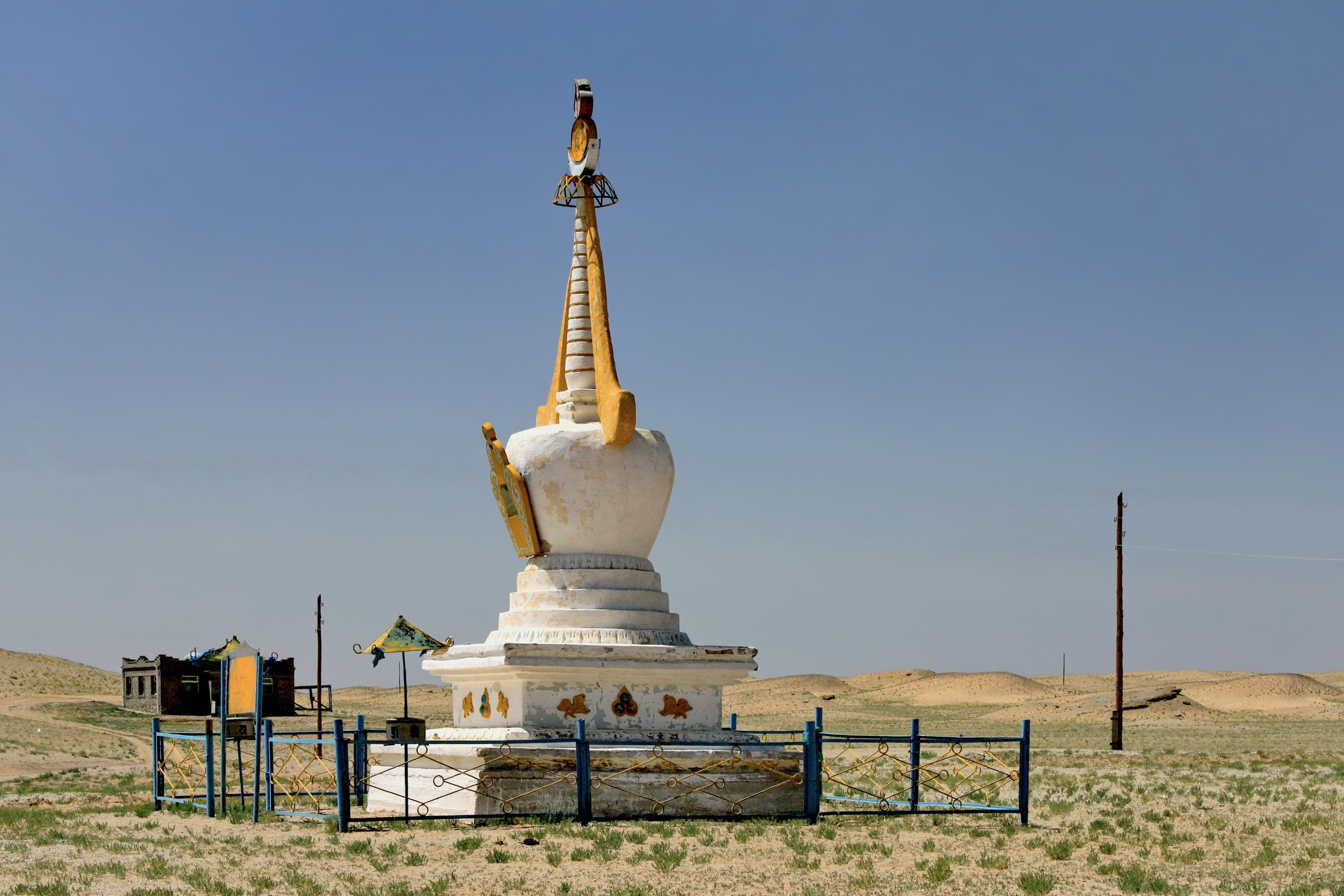
Główna stupa
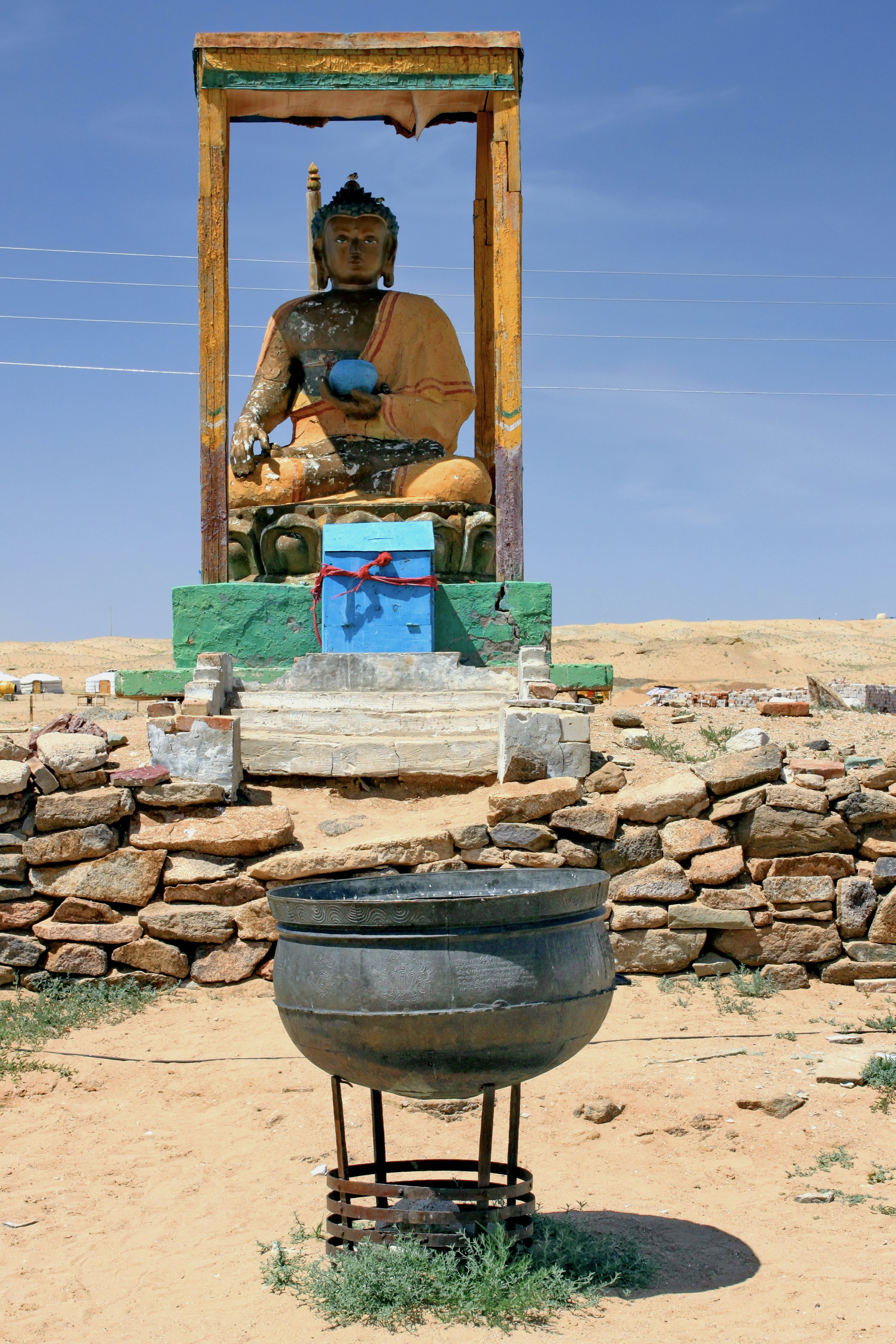
Statua Buddy
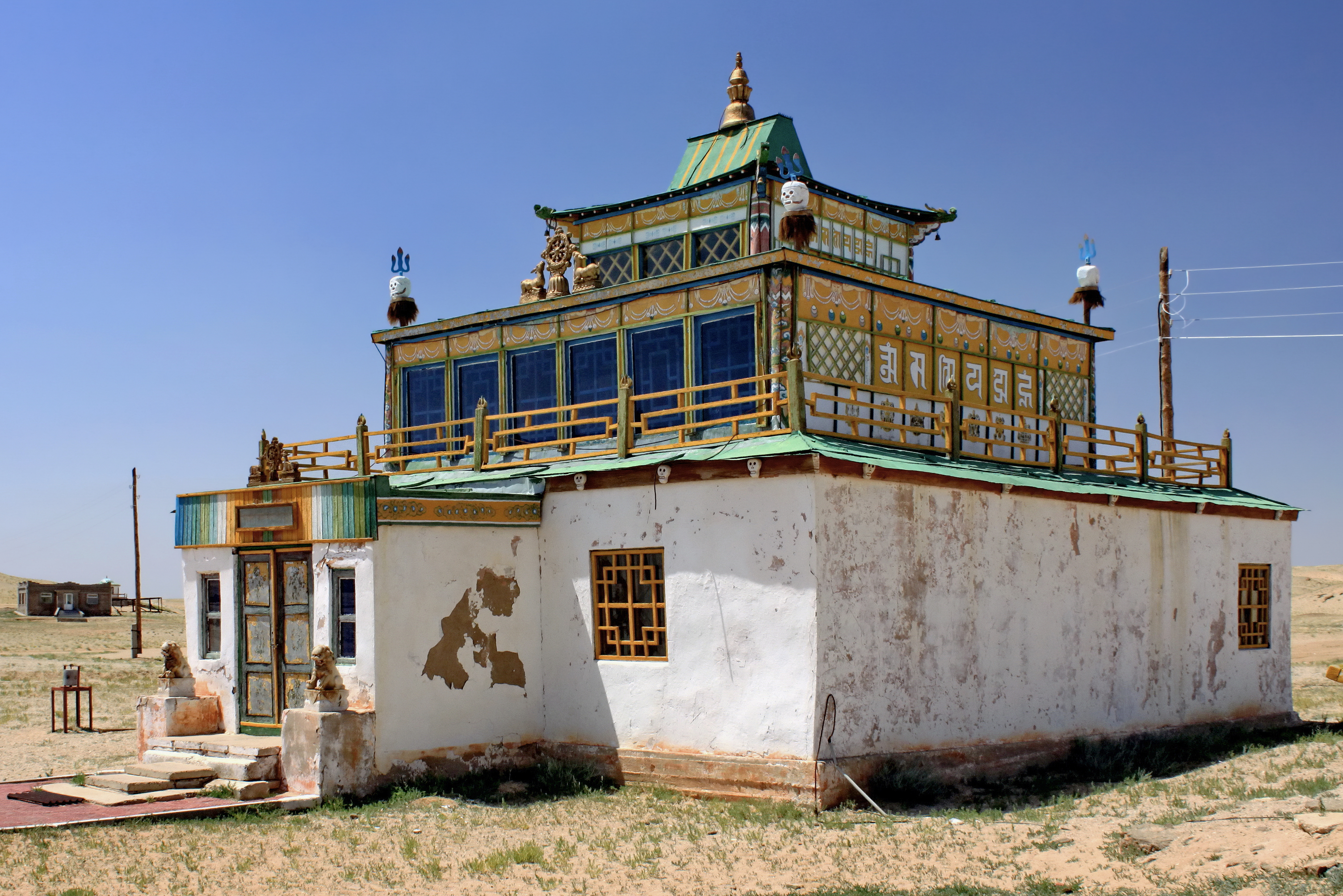
Klasztor
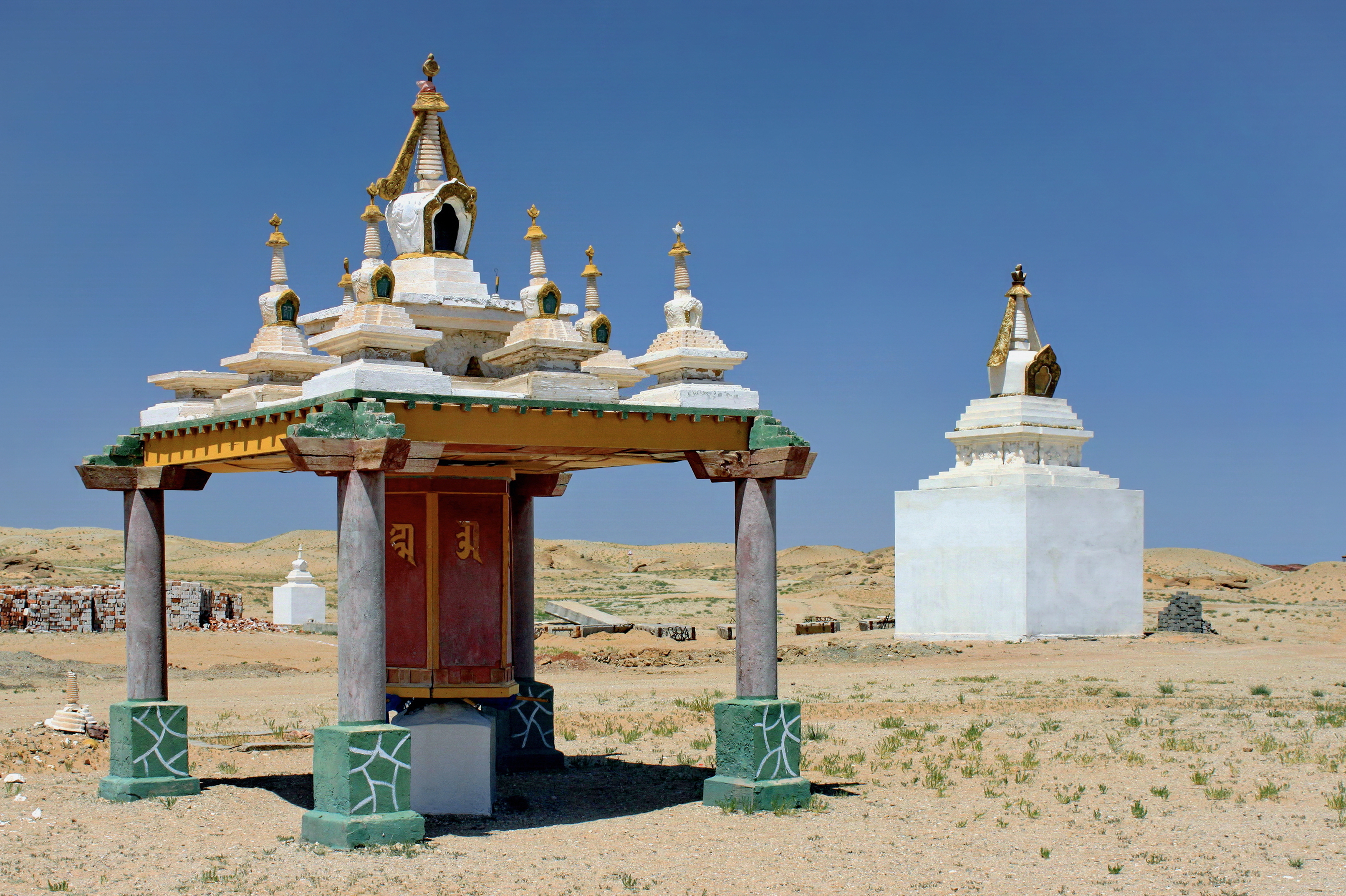
Młynki modlitewne i stupy